# أركان نجيب
أركان نجيب (2 ديسمبر 1982-) لاعب كرة قدم عراقي دولي سابق أركان والمستشار الفني السابق لنادي الفيصلي الأردني سابقا، والمدرب الحالي للفئات العمرية في النادي 

## مشواره المهني
بدأ مشواره الرياضي كلاعب مع أشبال نادي الكرخ، ومن ثم التحق بالناشئين، لينتقل عقب ذلك لشباب النوارس، مثل عدة اندية في الدوري الممتاز، كنادي الزوراء و نادي الطلبة و نادي أربيل، واحترف في عدة دول، منها الأردن مع نادي الفيصلي
 و نادي الحسين الأردني، ليتحول بعد ذلك صوب الخليج مع نادي البحرين البحريني.
تمت دعوته للمنتخبات الوطنية العراقية بمختلف فئاتها ،الناشئين والشباب والاولمبي ،وشارك في عدة بطولات خارجية دولية منها بطولة أبها في المملكة العربية السعودية، وبطولة تشرين في دولة سوريا، قبل ان يشارك في بطولة الصداقة الدولية في الإمارات العربية المتحدة، وحاصل على العديد من الشهادات التدريبة الآسيوية .
احترف الكرة كلاعب منذ عام 2004 لغاية 2011 ولموسم واحد في أربيل عام 2007 وحصل معهم على بطولة الدوري لأول مرة بتاريخ النادي .

## الإعتزال
أعلن إعتزاله عام 2011 وانتقل لمجال التحليل الفني والتدريب عمل مستشار فنيا في نادي الفيصلي وبعدها مدير فنيا للفئات في نفس النادي عام 2015.